# Istiophorus
Az Istiophorus a sugarasúszójú halak (Actinopterygii) osztályának sügéralakúak (Perciformes) rendjébe, ezen belül a vitorláskardoshal-félék (Istiophoridae) családjába tartozó nem.
E halnem első képviselői valószínűleg a középső miocénban jelentek meg.

## Tudnivalók
Az Istiophorus nembe két trópusi faj tartozik. Mindegyik óceánban megtalálhatók. Színezetük kék vagy szürke. Hátúszójuk, amely gyakran a hát egész hosszában nyúlik, vitorlaszerű. Az orruk, mint a kardhalaknak (Xiphias gladius) és a többi vitorláskardoshal-féléknek, kardszerű.
Mindkét faj igen gyorsan növekszik, első életévükben elérik az 1,2-1,5 méteres hosszúságot. Táplálékuk a nyílt tengeri halak és a kalmárok (Teuthida). Megfigyeltek olyan példányokat, amelyek 110 km/h sebességgel úsztak. Általában nem nőnek 3 méternél hosszabbra, legnagyobb súlyuk 90 kilogramm.
A hátúszó vagy vitorla a legtöbbször a testhez simul. Csak akkor emeli fel, amikor veszélyben érzi magát, vagy izgatott; ekkor nagyobbnak néz ki. Észrevettek olyan állatokat is, amelyek a felemelt vitorlájuk segítségével „terelték” a halakat vagy kalmárokat.
A sporthorgászok és a halászhajók szívesen fogják őket, de kifogásuk nem könnyű, mivel igen mozgékony, gyors és erős állatok.

## Rendszerezés
A nembe az alábbi 2 faj tartozik:
- atlanti vitorláskardoshal (Istiophorus albicans) (Latreille, 1804)
- amerikai vitorláskardoshal (Istiophorus platypterus) (Shaw, 1792)

## Fordítás
- Ez a szócikk részben vagy egészben  a   Sailfish című angol Wikipédia-szócikk fordításán alapul.  Az eredeti cikk szerkesztőit annak laptörténete sorolja fel. Ez a jelzés csupán a megfogalmazás eredetét és a szerzői jogokat jelzi, nem szolgál a cikkben szereplő információk forrásmegjelöléseként.